# Nashville 420 1973
Nashville 420 1973 var ett stockcarlopp ingående i Nascar Winston Cup Series (nuvarande Nascar Cup Series) som kördes 25 augusti 1973 på den 0,596 mile (959,170 meter) långa ovalbanan Nashville Speedway i Nashville i Tennessee. Totalt avverkades 250.320 miles (402.851 km) fördelat på 420 varv. Banunderlaget var asfalt. Loppet vanns av Buddy Baker i en Dodge på tiden 2:48,12 körande för K&K Insurance Racing. Allisons snitthastighet var 89,31 mph. Han var vid målgång ensam förare på ledarvarvet, fyra varv före tvåan Richard Petty. Prispotten uppgick till 36 245 dollar, varav 6 750 dollar gick till segraren.

## Resultat
| Plc     | Nr | Förare            | Team/ bilägare              | Konstruktör | Start | Varv | Ledda varv |
| ------- | -- | ----------------- | --------------------------- | ----------- | ----- | ---- | ---------- |
| 1       | 71 | Buddy Baker       | K&K Insurance Racing        | Dodge       | 7     | 420  | 160        |
| 2       | 43 | Richard Petty     | Petty Enterprises           | Dodge       | 8     | 416  | 0          |
| 3       | 14 | Coo Coo Marlin    | Cunningham-Kelley           | Chevrolet   | 4     | 409  | 0          |
| 4       | 05 | David Sisco       | McGee Racing                | Chevrolet   | 19    | 402  | 0          |
| 5       | 8  | Ed Negre          | Negre Racing                | Dodge       | 11    | 399  | 0          |
| 6       | 48 | James Hylton      | Hylton Engineering          | Mercury     | 13    | 398  | 0          |
| 7       | 30 | Walter Ballard    | Ballard Racing              | Mercury     | 15    | 394  | 0          |
| 8       | 24 | Cecil Gordon      | Gordon Racing               | Chevrolet   | 6     | 392  | 0          |
| 9       | 68 | Alton Jones       | Butch Hawkersmith           | Chevrolet   | 24    | 390  | 0          |
| 10      | 10 | Bill Champion     | Champion Racing             | Ford        | 21    | 387  | 0          |
| 11      | 20 | Rick Newsom       | Newsom Racing               | Ford        | 28    | 384  | 0          |
| 12      | 67 | Buddy Arrington   | Arrington Racing            | Dodge       | 32    | 384  | 0          |
| 13      | 19 | Henley Gray       | Gray Racing                 | Mercury     | 17    | 380  | 0          |
| 14      | 11 | Cale Yarborough   | Howard & Egerton Racing     | Chevrolet   | 1     | 377  | 196        |
| 15      | 40 | Frank Warren      | Jasper Motorsports          | Ford        | 20    | 377  | 0          |
| 16      | 26 | Earl Brooks       | Brooks Racing               | Ford        | 30    | 375  | 0          |
| 17      | 77 | Charlie Roberts   | Roberts Racing              | Ford        | 29    | 358  | 0          |
| 18      | 70 | J.D. McDuffie     | McDuffie Racing             | Chevrolet   | 16    | 346  | 0          |
| 19      | 72 | Benny Parsons     | DeWitt Racing               | Chevrolet   | 5     | 324  | 0          |
| 20      | 96 | Richard Childress | Garn Racing                 | Chevrolet   | 9     | 235  | 0          |
| 21      | 64 | Elmo Langley      | Langley-Woodfield Racing    | Ford        | 22    | 159  | 0          |
| 22      | 12 | Bobby Allison     | Bobby Allison Motorsports   | Chevrolet   | 2     | 145  | 49         |
| 23      | 54 | Lennie Pond       | Elder-Ranier                | Chevrolet   | 12    | 136  | 0          |
| 24      | 95 | Darrell Waltrip   | Darrell Waltrip Motorsports | Chevrolet   | 3     | 131  | 15         |
| 25      | 44 | Richard D. Brown  | Brown Racing                | Chevrolet   | 23    | 126  | 0          |
| 26      | 25 | Jabe Thomas       | Robertson Racing            | Dodge       | 31    | 102  | 0          |
| 27      | 7  | Dean Dalton       | Dalton Racing               | Mercury     | 14    | 62   | 0          |
| 28      | 08 | Dick May          | Brooks Racing               | Ford        | 25    | 61   | 0          |
| 29      | 45 | Vic Parsons       | Seifert Racing              | Ford        | 26    | 52   | 0          |
| 30      | 47 | Raymond Williams  | Williams Racing             | Ford        | 18    | 30   | 0          |
| 31      | 73 | Mel Larson        | Robertson Racing            | Dodge       | 27    | 23   | 0          |
| 32      | 90 | Dick Brooks       | Donlavey Racing             | Mercury     | 10    | 16   | 0          |
| 33      | 58 | Robert Brown      | Allan Brown                 | Chevrolet   | 33    | 5    | 0          |
| Källor: |    |                   |                             |             |       |      |            |